# Grand-Auverné
Grand-Auverné is een gemeente in het Franse departement Loire-Atlantique (regio Pays de la Loire) en telt 723 inwoners (2005). De plaats maakt deel uit van het arrondissement Châteaubriant-Ancenis.

## Geografie
De oppervlakte van Grand-Auverné bedraagt 34,3 km², de bevolkingsdichtheid is 21,1 inwoners per km².
De onderstaande kaart toont de ligging van Grand-Auverné met de belangrijkste infrastructuur en aangrenzende gemeenten.

## Demografie
Onderstaande figuur toont het verloop van het inwonertal (bron: INSEE-tellingen).